# Departamento de Finanzas de Irlanda
El Departamento de Finanzas (en irlandés: An Roinn Airgeadais) es un departamento del Gobierno de Irlanda. Está dirigido por el Ministro de finanzas y cuenta con la asistencia de dos Ministros de Estado.
El Departamento de Finanzas es responsable de la administración de las finanzas públicas de la República de Irlanda y de todos los poderes, deberes y funciones relacionados con las mismas, incluidos, en particular, la recaudación y el gasto de los ingresos de Irlanda de cualquier fuente que surja.

## Equipo departamental
- Ministro de Finanzas: Paschal Donohoe, TD
  - Ministro de Estado en el Departamento de Finanzas con responsabilidad en Servicios Financieros, Cooperativas de Crédito y Seguros: Seán Fleming, TD[1]
- Secretario General del Departamento: John Hogan[2]

## Visión general
La sede oficial y las oficinas ministeriales del departamento se encuentran en los edificios gubernamentales en Merrion Street, Dublín. El Departamento de Finanzas tiene un papel central en la aplicación de la política del Gobierno irlandés, en particular el Programa de Gobierno, y en el asesoramiento y apoyo al Ministro de Finanzas y al Gobierno en la gestión económica y financiera del Estado y en la gestión y desarrollo general del sector público. 
El Departamento de Finanzas cuenta con nueve divisiones:
- División de Asesoramiento Accionario y Financiero
- División Fiscal
- División Económica
- División de Servicios Financieros con responsabilidad sobre la Unidad Jurídica
- División UE e Internacional
- División de Recursos Humanos
- División de Finanzas Internacionales y Clima
- División Bancaria
- Asuntos Corporativos con responsabilidad sobre la unidad de Finanzas y FMU.

## Secretarios
| Secretario del Departamento         |                          |                          |
| Nombre                              | Duración del mandato     | Duración del mandato     |
| William O'Brien                     | febrero de 1922          | 21 de febrero de 1923    |
| Joseph Brennan                      | 22 de febrero de 1923    | 20 de septiembre de 1927 |
| James J. McElligott                 | 21 de septiembre de 1927 | 31 de marzo de 1953      |
| Owen J. Redmond                     | 1 de abril de 1953       | 29 de mayo de 1956       |
| TK Whitaker                         | 30 de mayo de 1956       | 28 de febrero de 1969    |
| Charles H. Murray                   | 1 de marzo de 1969       | 29 de febrero de 1976    |
| MN Ó Murchú                         | 1 de marzo de 1976       | 17 de octubre de 1977    |
| Tomás F. Ó Cofaigh                  | 18 de octubre de 1977    | 31 de octubre de 1981    |
| Maurice F. Doyle                    | 1 de noviembre de 1981   | 30 de abril de 1987      |
| Seán P. Cromien                     | 1 de mayo de 1987        | 12 de junio de 1994      |
| Paddy Mullarkey                     | 13 de junio de 1994      | 1 de septiembre de 1997  |
| Secretario General del Departamento |                          |                          |
| Nombre                              | Duración del mandato     | Duración del mandato     |
| Paddy Mullarkey                     | 2 de septiembre de 1997  | 9 de marzo de 2000       |
| John Hurley                         | 10 de marzo de 2000      | 10 de marzo de 2002      |
| Tom Considine                       | 11 de marzo de 2002      | 30 de junio de 2006      |
| David Doyle                         | 1 de julio de 2006       | 29 de enero de 2010      |
| Kevin Cardiff                       | 1 de febrero de 2010     | 2 de febrero de 2012     |
| John Moran                          | 6 de marzo de 2012       | 7 de mayo de 2014        |
| Derek Moran                         | 3 de julio de 2014       | Mayo de 2021             |
| John Hogan                          | Mayo de 2021             | Titular                  |